# Meng Xiaodong
Meng Xiaodong, en xinès tradicional i simplificat: 孟小冬; en pinyin: Mèng Xiǎodōng (Xangai, 1908 - Hong Kong, 1977) fou una destacada cantant de l'Òpera xinesa especialitzada en rols d'home (sheng).
La seva bellesa i la seva suavitat agradava al públic. Es va arribar a dir que ella era “més home que un home”. Es va casar amb Mei Lanfang, un altre famós cantant d'òpera especialitzat en papers femenins dan que ja tenia dues esposes. Més endavant es va casar amb el gàngster Du Yuesheng.
Chen Kaige en la seva pel·lícula «Forever Enthralled» tracta de la seva biografia, en la qual l'actriu Zhang Ziyi representa Meng Xiaodong.